# Gamle Oslo
Gamle Oslo (Oud-Oslo) is een stadsdeel in het centrum van Oslo. In 2011 had het stadsdeel 43.770 inwoners op een oppervlakte van 7,5 km². Er horen ook enkele eilanden in het Oslofjord bij Gamle Oslo. Enkele bekende bezienswaardigheden zoals het Munchmuseum liggen ook in deze wijk.
In de tijd dat Oslo nog Christiania heette, was de naam van dit stadsdeel Oslo.
Gamle Oslo bestaat uit de volgende wijken:
- Ekebergskråningen
- Enerhaugen
- Ensjø
- Etterstad
- Gamlebyen
- Grønland
- Helsfyr
- Kampen
- Tøyen
- Vålerenga
- Valle-Hovin